# Senátní obvod č. 79 – Hodonín
Senátní obvod č. 79 – Hodonín je podle zákona č. 247/1995 Sb. tvořen západní částí okresu Hodonín, ohraničenou na východě obcemi Domanín, Bzenec, Vnorovy, Kněždub a Tvarožná Lhota.
Současnou senátorkou je od roku 2022 Eva Rajchmanová, která byla zvolena jako kandidátka KDU-ČSL v rámci koalice SPOLU (tj. KDU-ČSL, ODS a TOP 09).

## Senátoři

Jan Benda
Josef Kaňa
Alena Venhodová
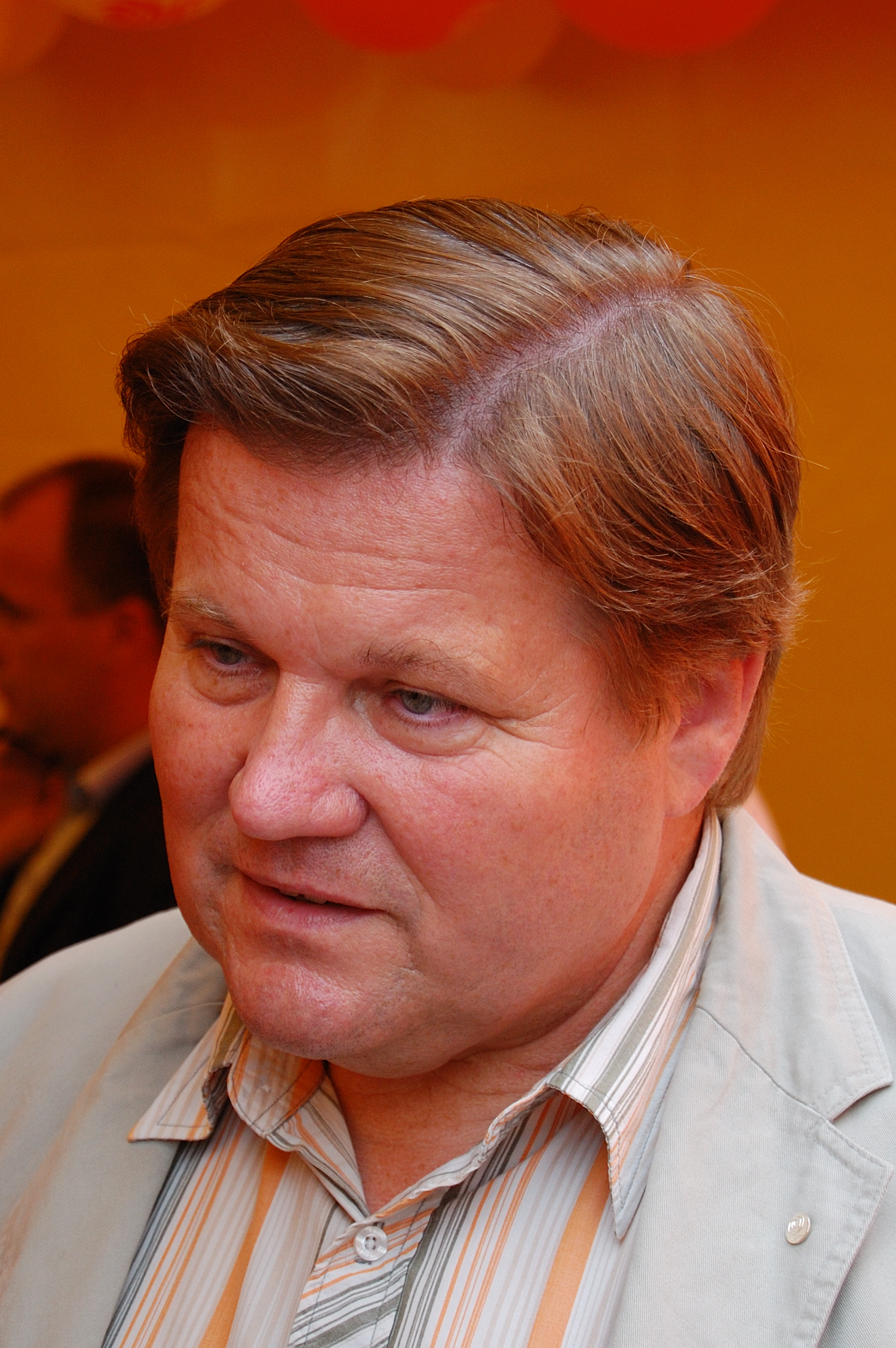
Zdeněk Škromach
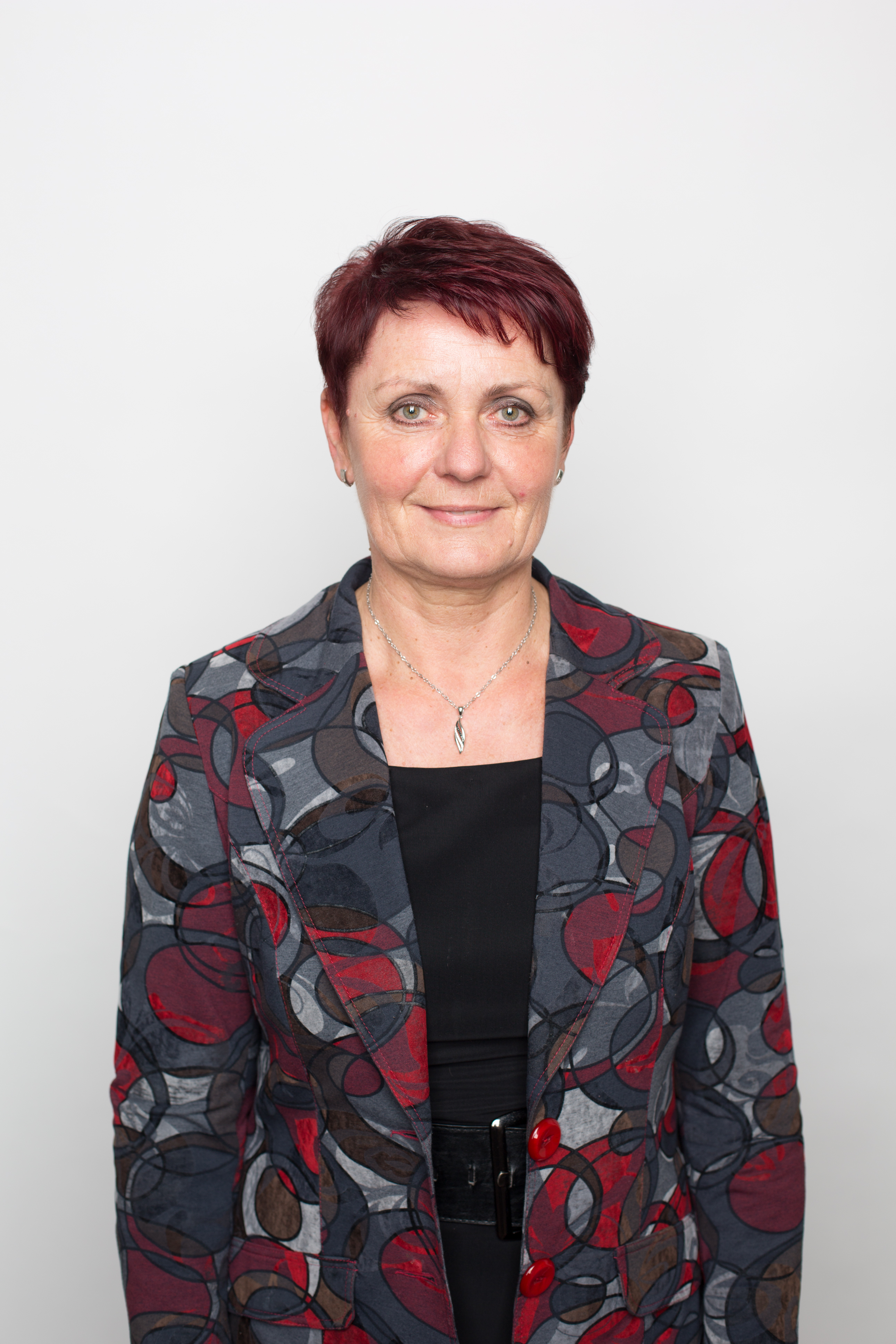
Anna Hubáčková
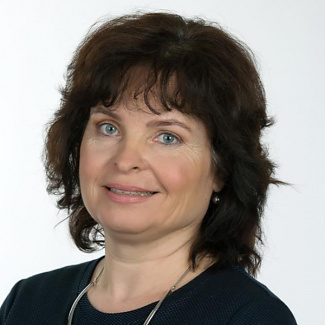
Eva Rajchmanová

| Volby | Volby           | Senátor              | Volební strana | Politická příslušnost | Odkaz  |
| ----- | --------------- | -------------------- | -------------- | --------------------- | ------ |
|       | 1996            | Jan Benda            | KDU-ČSL        | KDU-ČSL               | profil |
| 1998  | Josef Kaňa      | 4KOALICE             | profil         | KDU-ČSL               |        |
|       | 2004            | Alena Venhodová      | ODS            | ODS                   | profil |
|       | 2010            | Zdeněk Škromach      | ČSSD           | ČSSD                  | profil |
|       | 2016            | Anna Hubáčková       | KDU-ČSL        | BEZPP                 | profil |
| 2022  | Eva Rajchmanová | KDU-ČSL, ODS, TOP 09 | KDU-ČSL        | profil                |        |

## Volby

### Rok 1996
| Kandidát                 | Volební strana | Politická příslušnost | Počet hlasů (1. kolo) | %     | Počet hlasů (2. kolo) | %     |
| ------------------------ | -------------- | --------------------- | --------------------- | ----- | --------------------- | ----- |
| Jan Benda                | KDU-ČSL        | KDU-ČSL               | 7 550                 | 21,23 | 13 060                | 54,04 |
| Ing. Pavel Hofírek, CSc. | ODS            | ODS                   | 10 641                | 29,93 | 11 109                | 45,96 |
| MUDr. Zdeněk Tomešek     | ČSSD           | ČSSD                  | 6 204                 | 17,45 | —                     | —     |
| Ing. Jan Letocha         | NK             | BEZPP                 | 5 275                 | 14,84 | —                     | —     |
| Ing. Miloslav Hálek      | KSČM           | KSČM                  | 5 033                 | 14,15 | —                     | —     |
| Ing. František Karkoška  | MSLK _96       | ČMUS                  | 434                   | 1,22  | —                     | —     |
| Jan Hešlar               | Zelení         | Zelení                | 420                   | 1,18  | —                     | —     |

### Rok 1998
| Kandidát              | Volební strana | Politická příslušnost | Počet hlasů (1. kolo) | %     | Počet hlasů (2. kolo) | %     |
| --------------------- | -------------- | --------------------- | --------------------- | ----- | --------------------- | ----- |
| Ing. Josef Kaňa       | 4KOALICE       | KDU-ČSL               | 13 084                | 34,32 | 9 071                 | 56,63 |
| Ing. Zdeněk Lukeš     | ČSSD           | ČSSD                  | 10 130                | 26,57 | 6 946                 | 43,37 |
| Mgr. Miroslav Novotný | ODS            | ODS                   | 7 928                 | 20,80 | —                     | —     |
| RSDr. Antonín Zralý   | KSČM           | KSČM                  | 6 979                 | 18,31 | —                     | —     |

### Rok 2004
| Kandidát              | Volební strana | Politická příslušnost | Počet hlasů (1. kolo) | %     | Počet hlasů (2. kolo) | %     |
| --------------------- | -------------- | --------------------- | --------------------- | ----- | --------------------- | ----- |
| MUDr. Alena Venhodová | ODS            | ODS                   | 6 154                 | 23,90 | 8 757                 | 57,72 |
| Ing. Josef Kaňa       | KDU-ČSL        | KDU-ČSL               | 5 216                 | 20,26 | 6 413                 | 42,27 |
| RSDr. Antonín Zralý   | KSČM           | KSČM                  | 4 433                 | 17,22 | —                     | —     |
| František Tříska      | SvOS           | SvOS                  | 2 682                 | 10,41 | —                     | —     |
| Josef Černý           | ČSSD           | BEZPP                 | 2 201                 | 8,55  | —                     | —     |
| MUDr. Jiří Kubrický   | SNK ED, NPM    | BEZPP                 | 2 101                 | 8,16  | —                     | —     |
| Přemysl Růžička       | NK             | BEZPP                 | 2 069                 | 8,03  | —                     | —     |
| Ing. Petr Kozánek     | NEZ            | BEZPP                 | 884                   | 3,43  | —                     | —     |

### Rok 2010
| Kandidát              | Volební strana | Politická příslušnost | Počet hlasů (1. kolo) | %     | Počet hlasů (2. kolo) | %     |
| --------------------- | -------------- | --------------------- | --------------------- | ----- | --------------------- | ----- |
| Ing. Zdeněk Škromach  | ČSSD           | ČSSD                  | 17 476                | 37,28 | 16 444                | 56,17 |
| MUDr. Alena Venhodová | ODS            | ODS                   | 10 380                | 22,14 | 12 830                | 43,82 |
| Ing. Jiří Koliba      | KDU-ČSL        | KDU-ČSL               | 7 166                 | 15,28 | —                     | —     |
| Martina Milerová      | KSČM           | KSČM                  | 4 863                 | 10,37 | —                     | —     |
| Mgr. Risto Ljasovský  | TOP 09, STAN   | BEZPP                 | 3 366                 | 7,18  | —                     | —     |
| Zuzana Matušková      | Rozumní        | BEZPP                 | 1 524                 | 3,25  | —                     | —     |
| Jiří Brüch            | VV             | BEZPP                 | 1 339                 | 2,85  | —                     | —     |
| Rudolf Bauer          | SPOZ           | SPOZ                  | 760                   | 1,62  | —                     | —     |

### Rok 2016
| Kandidát | Kandidát                 | Volební strana   | Politická příslušnost | Počet hlasů (1. kolo) | %     | Počet hlasů (2. kolo) | %     |
| -------- | ------------------------ | ---------------- | --------------------- | --------------------- | ----- | --------------------- | ----- |
|          | Ing. Bc. Anna Hubáčková  | KDU-ČSL          | BEZPP                 | 9 203                 | 28,30 | 14 493                | 67,78 |
|          | Ing. Zdeněk Škromach     | ČSSD             | ČSSD                  | 7 892                 | 24,26 | 6 888                 | 32,21 |
|          | Josef Zimovčák           | ANO              | BEZPP                 | 5 779                 | 17,77 | —                     | —     |
|          | Ing. Jana Bačíková, MBA  | ODS              | ODS                   | 3 959                 | 12,17 | —                     | —     |
|          | Ján Lahvička             | KSČM             | KSČM                  | 2 758                 | 8,48  | —                     | —     |
|          | JUDr. Vítězslav Krabička | Moravané         | BEZPP                 | 2 361                 | 7,26  | —                     | —     |
|          | Květoslav Přibil         | SPRRSČ M. Sládka | BEZPP                 | 567                   | 1,74  | —                     | —     |

### Rok 2022
Ve volbách v roce 2022 svůj mandát neobhajovala senátorka Anna Hubáčková, která byla od prosince 2021 do října 2022 též ministryní životního prostředí. Mezi 7 kandidáty na nového senátora byli ředitelka Centra služeb pro seniory Kyjov a nestranička za hnutí ANO Ladislava Brančíková, manažerka Lenka Ingrová z KSČM nebo bývalý místostarosta Hodonína Vítězslav Krabička z SPD, který v tomto obvodu kandidoval i v roce 2016. Do Senátu kandidoval také místostarosta Kyjova Antonín Kuchař jako nestraník za STAN, starosta Dambořic Zbyněk Pastyřík jako nestraník za MZH a Moravany, starostka Dolních Bojanovic Eva Rajchmanová z KDU-ČSL za koalici SPOLU (ODS, KDU-ČSL, TOP 09) a manažer a člen Pirátů Ivo Vašíček.
První kolo vyhrála s 28,46 % hlasů Eva Rajchmanová, do druhého kola s ní postoupila Lenka Brančíková. 2. kolo pak ovládla Rajchmanová, když postupně v závěru sčítání dosáhla výsledku 51,61 %, a stala se tak senátorkou.
| Kandidát | Kandidát                   | Volební strana       | Politická příslušnost | Počet hlasů (1. kolo) | %     | Počet hlasů (2. kolo) | %     |
| -------- | -------------------------- | -------------------- | --------------------- | --------------------- | ----- | --------------------- | ----- |
|          | Ing. Eva Rajchmanová       | KDU-ČSL, ODS, TOP 09 | KDU-ČSL               | 12 545                | 28,46 | 11 647                | 51,61 |
|          | PhDr. Ladislava Brančíková | ANO                  | BEZPP                 | 12 211                | 27,70 | 10 919                | 48,38 |
|          | Bc. Antonín Kuchař         | STAN                 | BEZPP                 | 6 464                 | 14,66 | —                     | —     |
|          | JUDr. Vítězslav Krabička   | SPD                  | SPD                   | 5 245                 | 11,90 | —                     | —     |
|          | Ing. Zbyněk Pastyřík, MBA  | Moravané, MZH        | BEZPP                 | 3 631                 | 8,23  | —                     | —     |
|          | Mgr. Lenka Ingrová, DiS.   | KSČM                 | KSČM                  | 2 461                 | 5,58  | —                     | —     |
|          | PaedDr. Ivo Vašíček        | Piráti               | Piráti                | 1 515                 | 3,43  | —                     | —     |

## Volební účast
|  | nejvyšší volební účast |  | nejnižší volební účast |

| Rok  | % (1. kolo) | % (2. kolo) |
| ---- | ----------- | ----------- |
| 1996 | 36,65       | 24,24       |
| 1998 | 45,58       | 15,89       |
| 2004 | 26,79       | 14,52       |
| 2010 | 47,72       | 27,49       |
| 2016 | 32,66       | 20,25       |
| 2022 | 44,61       | 21,93       |